# ريغي والتون
ريغي والتون (بالإنجليزية: Reggie Walton)‏ هو قاضي ومحامي أمريكي، ولد في 8 فبراير 1949.

## وصلات خارجية
- ريغي والتون على موقع إن إن دي بي (الإنجليزية)